# Hope (NF)
Hope è il quinto album in studio del rapper statunitense NF, pubblicato nel 2023.

## Tracce
1. Hope – 4:24
2. Motto – 3:37
3. Careful (featuring Cordae) – 3:29
4. Mama – 3:28
5. Happy – 4:02
6. Pandemonium – 3:17
7. Suffice – 4:25
8. Gone (featuring Julia Michaels) – 4:06
9. Bullet – 3:42
10. Turn My Back – 3:36
11. Mistake – 3:35
12. Let 'Em Pray – 3:33
13. Running – 4:13

## Classifiche
| Classifica (2023) | Posizione raggiunta |
| ----------------- | ------------------- |
| Regno Unito       | 1                   |
| Stati Uniti       | 2                   |